# Марк, Дамьен
Дамье́н Марк (фр. Damien Marcq; род. 8 декабря 1988 года, Булонь-сюр-Мер, Франция) — французский футболист, полузащитник клуба «Шарлеруа». Может играть как на позиции защитника, так и на позиции полузащитника.

## Клубная карьера
Воспитанник французского клуба «Булонь», в котором начал играть с 1996 года. Присоединился к основной команде в 2006 году. Дебютировал в Лиге 3 в победном матче против «Луан-Кюизо». В общей сложности, Марк сыграл 109 матчей за клуб.
28 июня 2010 года Марк подписал трёхлетний контракт с клубом «Кан» из Лиги 1. Сумма трансфера составила 2 миллиона евро.
27 июня 2013 года, по истечении контракта с «Кан», Марк подписал двухлетний контракт с бельгийским клубом «Шарлеруа».
7 июля 2021 года подписал однолетний контракт с опцией второго года с клубом «Юнион».

## Международная карьера
25 мая 2009 года Марк был впервые вызван в молодёжную сборную Франции для участия в турнире в Тулоне. Дебютировал за сборную в финальнем матче против сборной Чили.